# 兹拉特科·波特纳
兹拉特科·波特纳（羅馬化：Zlatko Portner，1962年1月16日—2020年9月23日），塞尔维亚男子手球运动员。他曾代表南斯拉夫国家队参加1988年夏季奥林匹克运动会手球比赛，获得一枚铜牌。